# Agent Orange
Agent Orange es una banda de punk de Fullerton, California (no se han de confundir con el grupo punk neerlandés del mismo nombre), (Español: el Agente Naranja o el Agente Anaranjado). es una banda de surf rock desde la década de 1980 y al principio ganaron atención con su canción Bloodstains la cual escribieron para un álbum compilatorio local.
Agent Orange ha sido una gran influencia en la escena punk, siendo una de las primeras bandas en explorar lo que más tarde sería conocido como Skate punk. La banda sigue en activo con pocos cambios en sus miembros.

## Discografía
- Living In Darkness - 1981
- When You Least Expect It... - 1983
- This Is The Voice - 1986
- Virtually Indestructible - 1996
- Blood Stained Hitz Greatest and Latest - 2000/2004
- Sonic Snake Session - 2003

- Datos: Q83814
- Multimedia: Agent Orange (band) / Q83814